# سانتياغو إيشيفيريا
سانتياغو إيشيفيريا (بالإسبانية: Santiago Echeverria)‏ هو لاعب كرة قدم أرجنتيني، ولد في 28 مارس 1990 في لانوس في الأرجنتين. لعب مع Mineros de Zacatecas ‏.

## وصلات خارجية
- سانتياغو إيشيفيريا على موقع قاعدة بيانات كرة القدم.إي يو (الإنجليزية)
- سانتياغو إيشيفيريا على موقع Soccerway.com (الإنجليزية)
- سانتياغو إيشيفيريا على موقع AS.com (الإسبانية)